# Lamprosema ochrizonalis
Lamprosema ochrizonalis là một loài bướm đêm trong họ Crambidae.